# Nikon (przedsiębiorstwo)
Nikon (jap. 株式会社ニコン Kabushiki-gaisha Nikon) – japoński producent sprzętu fotograficznego i optycznego. Obecne zakłady produkcyjne znajdują się w Tokio w Japonii, Tajlandii oraz na Tajwanie.

## Historia
Przedsiębiorstwo powstało 25 lipca 1917 roku w Tokio jako Nippon Kogaku Kogyo Kabushiki-gaisha, kiedy to trzech czołowych producentów optycznych połączyło swoje siły, tworząc w pełni zintegrowaną i kompleksową markę. Początkowo firma produkowała szkła optyczne, obiektywy, soczewki i mikroskopy. W 1932 roku obiektywy Nippon rozpoczęto nazywać Nikkor, która to nazwa przetrwała do dziś. W tym samym roku zaprojektowano i wybudowano pierwsze prototypy zdjęciowego obiektywu małoobrazkowego. Podczas II wojny światowej produkowała dla japońskiego wojska lornetki, peryskopy, kamery do zdjęć szpiegowskich. W 1946 roku, aby pomóc odbudować kraj po niszczycielskiej wojnie światowej, postanowiono rozpocząć produkcję dwóch precyzyjnych instrumentów pomiarowych: niwelatora oraz teodolitu. Obecna nazwa firmy oficjalnie została wprowadzona w 1974 roku.

### Aparat fotograficzny

”I AM Nikon”, szeroko promowana kampania marketingowa Nikona

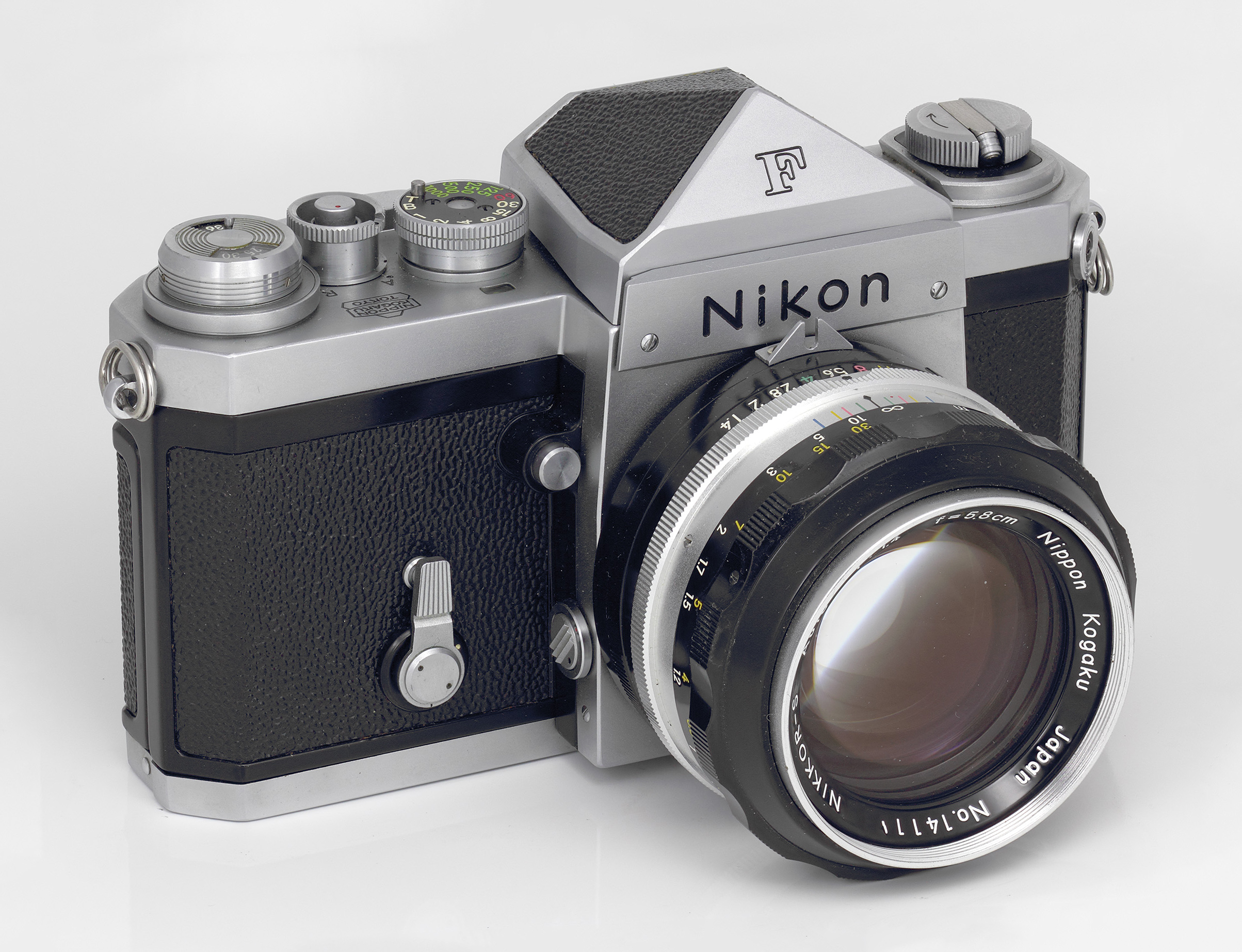
Pierwsza lustrzanka jednoobiektywowa marki Nikon – F

15 maja 1946 roku zarząd firmy podjął decyzję o rozpoczęciu produkcji sprzętu fotograficznego. Wahano się jedynie nad tym, czy mają być to aparaty średnioformatowe czy małoobrazkowe. Wkrótce Tatsuro Shimizu przedstawił pierwszy działający prototyp lustrzanki dwuobiektywowej; inny zespół konstruktorów pod kierownictwem Minoru Takahashi miał gotowe pierwsze egzemplarze aparatu małoobrazkowego. Po ocenie obu konstrukcji zarząd Nippon Kogaku zadecydował, że dalsze prace kontynuowane będą nad aparatem małoobrazkowym. Zbudowano wówczas łącznie 20 prototypów. Podczas prac nad prototypami, konstruktorzy słusznie uznali, że jeśli mają zbudować możliwie najlepszy aparat, powinni korzystać z jak najlepszych wzorców. Konstrukcja mechaniczna i wygląd zewnętrzny pierwszego aparatu Nippon Kogaku wzorowane były więc w dużej mierze na dwóch przedwojennych konstrukcjach niemieckich: za wzór posłużyły aparaty Leica III oraz Contax II. 7 marca 1948 roku firma wypuściła na rynek pierwszy aparat fotograficzny NIKON I (wyprodukowano jedynie 739 sztuk), a od sierpnia 1949 roku produkowano już kolejny model pod nazwą M, nieróżniący się niczym od poprzednika. Model ten zapoczątkował serię aparatów pod tą samą marką. Wykorzystywali je zawodowi fotograficy, m.in. David Douglas Duncan, który wykorzystał pierwszy aparat w czasie wojny koreańskiej, na której froncie spotkał młodego japońskiego fotografa, pracownika Nikona, który to wprowadził Duncana w bardziej zaawansowany świat marki Nikon. W 1950 roku wprowadzono aparat dalmierzowy: S, a następnie S2 i SP, S3, S4, S3M. Model S wywołał taką burzę za granicą, a do tego okazało się, że aparaty przewyższają innych konkurentów, dlatego każda gazeta chciała posiadać tak profesjonalny sprzęt fotograficzny. Jednak pierwszym profesjonalnym aparatem dla zawodowców był model SP z 1957 roku.

### Lustrzanka analogowa
W połowie lat 50. XX wieku, przedsiębiorstwo postanowiło skoncentrować się na produkcji lustrzanek jednoobiektywowych oznaczonych symbolem F dzięki któremu powstała seria F lustrzanek, a wycofano z produkcji aparaty dalmierzowe. Były to modele F, F2, F3, F4, F5 i F6. W modelu F3 wprowadzono po raz pierwszy elektroniczne sterowanie migawki, natomiast F4, F5 i F6 posiadały integralnie wbudowane motorki napinające migawkę, przesuwające film oraz autofokus. Pierwszy taki aparat wprowadzono w 1959 roku. Seria ta była najchętniej wykorzystywana przez kolejnych 30. lat przez zawodowych fotografów. Nikonowi pomogła amerykańska agencja przestrzeni kosmicznej NASA – zleciła Nikonowi stworzenie aparatu do zastosowań w przestrzeni kosmicznej.
W 1963 roku Nikon wkroczył w świat fotografii podwodnej, wtedy to do sprzedaży trafił NIKONOS I i II, które to były głównymi monopolistami w fotografice podwodnej. W 1965 roku postanowiono rozpocząć produkcję lustrzanek dla amatora pod nazwą NIKOMAT produkowanych do 1978 roku. Były to modele FS i FT.
Nikon spopularyzował wiele cech profesjonalnych lustrzanek, za którymi inne marki miały problemy z nadążeniem. Nikon wprowadził system modułowy aparatu, czyli aparat z wymiennymi obiektywami, wizjerami, napędami silnikowymi, zintegrowanym pomiarem światła, elektroniczne sterowanie migawki, wielostrefowy ewaluacyjny pomiar matrycy i wbudowany silnik przesuwkowy film. Każda lustrzanka z wymiennym obiektywem marki Nikon posiada Bagnet F.

### Aparaty cyfrowe
Pod koniec lat 80. marka postanowiła powoli przestawić się na produkcję cyfrówek. Jedne z pierwszych lustrzanek cyfrowych Nikon stworzył w ramach projektu badawczego prowadzonego przez NASA w 1991 roku. Przez kolejnych osiem lat pracował nad cyfrową lustrzanką jednoobiektywową, którą oficjalnie wydał w 1997 roku pod nazwą D1. Proplastą była wydana w 1995 roku E2. W 1997 roku zadebiutowały pierwsze małe aparaty cyfrowe marki Nikon pod nazwą Nikon COOLPIX.
W 2005 roku zaprzestano produkcji analogowych aparatów fotograficznych i akcesoriów produkowanych do nich na rzecz aparatów cyfrowych. Wyjątek stanowi jednak małoobrazkowa profesjonalna lustrzanka F6.
W 2018 roku Nikon zapowiedział powstanie nowego bagnetu o nazwie Nikon Z. Został on zaimplementowany w aparatach bezlusterkowych Z6, Z7 i Z50. Charakteryzuje się średnicą 55 mm, czyli większą niż w Bagnet F, jak i mniejszą odległością między obiektywem, a matrycą. Dzięki temu jest możliwość zastosowania adapterów i używania obiektywów z lustrzanek. Nikon wyprodukował własne rozwiązanie Adapter FTZ, który umożliwia podpięcie obiektywów z bagnetem F do aparatów z serii Z. Przenoszą one całą elektronikę, ale z oczywistych względów nie umożliwiają użycia autofocusa z obiektywami serii D, które wymagają silnika w body.

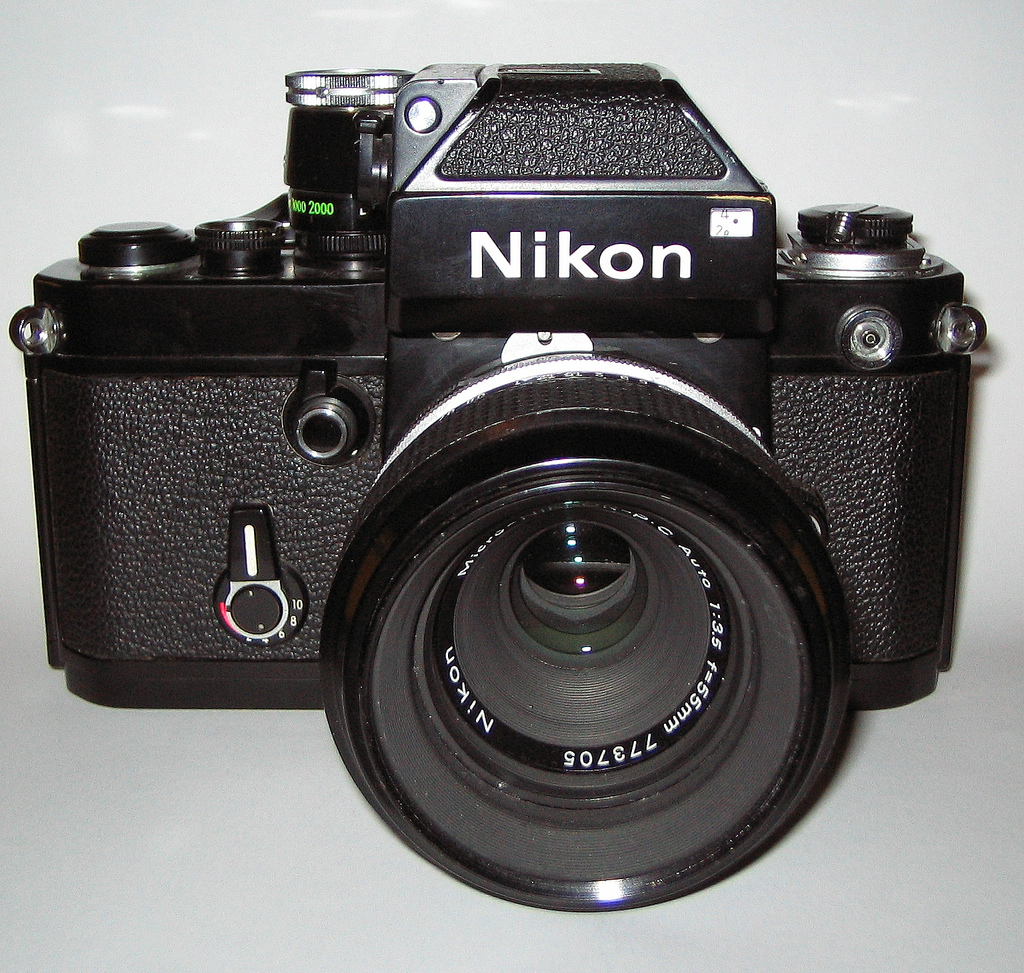
Nikon F2
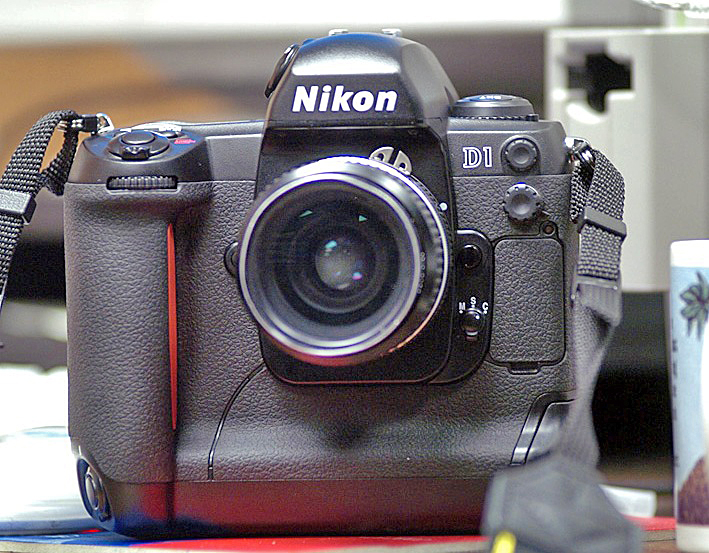
Pierwsza jednoobiektywowa lustrzanka cyfrowa Nikon – D1
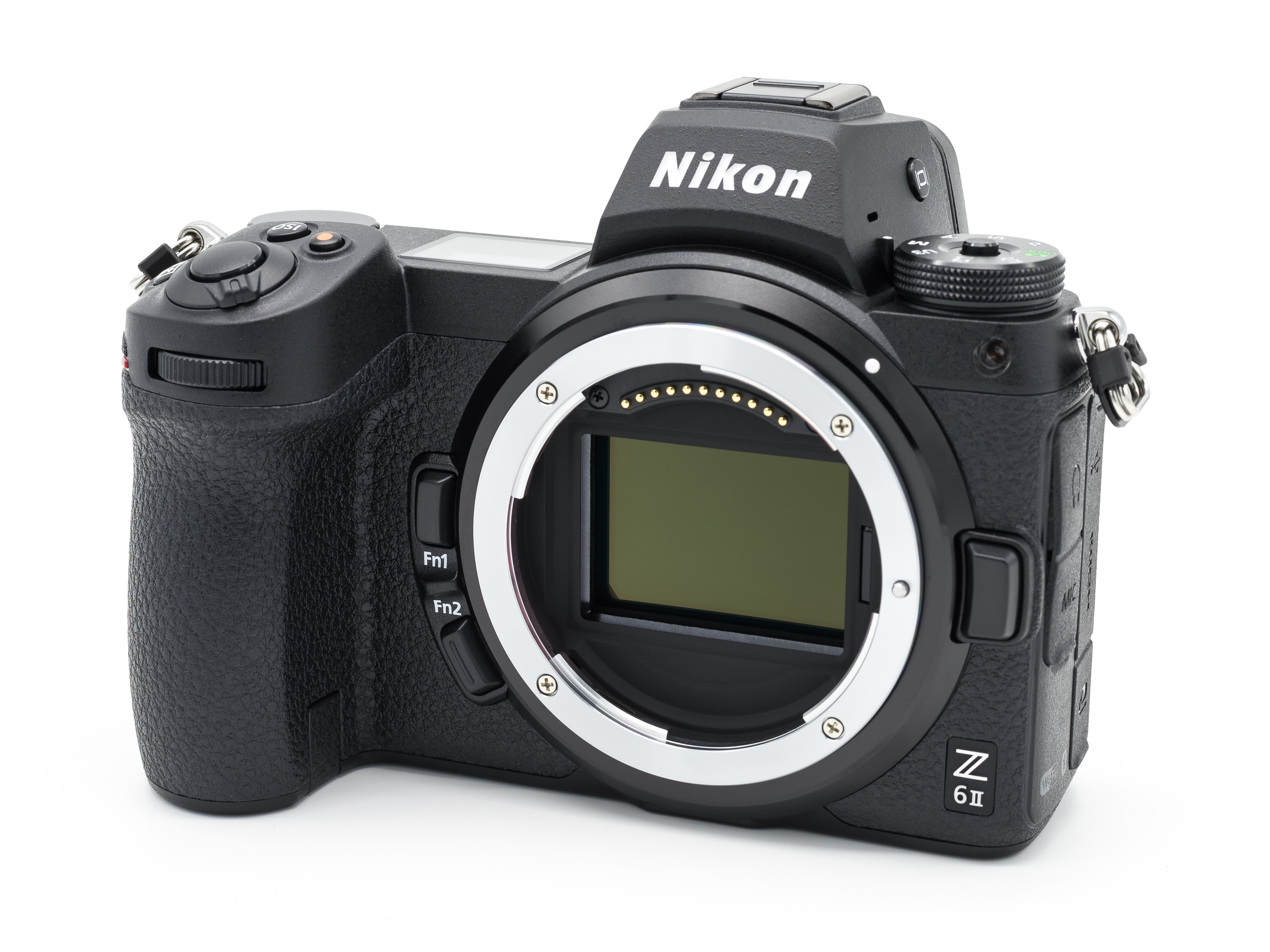
Nikon Z6 II z najnowszej linii cyfrowych bezlusterkowców

## Produkty

### Aparaty fotograficzne
Poniższa lista jest niekompletna
- I (1949 – 1950, 739 szt.)
- M (1950)

Aparaty dalmierzowe:
- S (1950)
- S2 (1954)
- S3
- S3M
- S4

- SP (1957) – aparat dla zawodowców

Profesjonalne lustrzanki jednoobiektywowe:
- F (1959)
- F2
- F3 (1980)
- F4 (1988)
- F5 (1996)
- F6 (2004)
- F High Speed Sapporo (1972) – bardzo szybki aparat
- F Gold (1972) – obudowa pokryta 24-karatowym złotem
- F2 Photomic A (1977)
- F2 Photomic AS (1977)
- F2 Photomic S (1972)
- F2 Photomic SB (1978)
- F2 Titan
- F2 High Speed
- F3 HP (1982)
- F3 AF (1983)

Lustrzanki dla amatorów:
- Nikkormat EL (1972)
- Nikon EL2 (1977)
- Nikon EM (1979)
- Nikkormat ELW
- Nikon FA (1983)
- Nikon FE (1978)
- Nikon FE2 (1982)
- Nikon FG (1982)
- Nikon FM (1977)
- Nikon FM2 (1982)
- Nikkormat FS
- Nikkormat FT
- Nikon FT-3 (1977)
- Nikon F-301
- Nikon F-501 (1986)
- Nikon F-801
- Nikon F50
- Nikon F55
- Nikon F60
- Nikon F65
- Nikon F70 (1994)
- Nikon F75
- Nikon F80
- Nikon F90 (1992)
- Nikon F90x
- Nikon F100

Lustrzanki cyfrowe (APS-C):
- Nikon E2(inne języki) (1995)
- Nikon E3(inne języki) (1996)
- Nikon E3S (1996)
- Nikon D1 (1997)
- Nikon D1X (2001)
- Nikon D1H (2001)
- Nikon D2H(inne języki) (2003)
- Nikon D2HS(inne języki) (2005)
- Nikon D2X(inne języki) (2004)
- Nikon D2XS(inne języki) (2005)
- Nikon D3(inne języki) (2007)
- Nikon D3X(inne języki) (2008)
- Nikon D3S(inne języki) (2009)
- Nikon D4 (2012)
- Nikon D4S(inne języki) (2014)
- Nikon D5 (2016)
- Nikon D40 (2006)
- Nikon D40X(inne języki) (2007)
- Nikon D50 (2005)
- Nikon D60 (2008)
- Nikon D70 (2004)
- Nikon D70S(inne języki) (2005)
- Nikon D80 (2006)
- Nikon D90 (2008)
- Nikon D100 (2002)
- Nikon D200(inne języki) (2005)
- Nikon D300(inne języki) (2007)
- Nikon D300S(inne języki) (2009)
- Nikon D500 (2016)
- Nikon D700 (2008)
- Nikon D800(inne języki) (2012)
- Nikon D800e(inne języki) (2012)
- Nikon D3000 (2009)
- Nikon D3100 (2010)
- Nikon D3200 (2012)
- Nikon D3300 (2014)
- Nikon D5000 (2009)
- Nikon D5100 (2011)
- Nikon D5200 (2012)
- Nikon D5300 (2013)
- Nikon D5500 (2015)
- Nikon D7000 (2010)
- Nikon D7100 (2013)
- Nikon D7200 (2015)
- Nikon D7500 (2017)

Lustrzanki cyfrowe (Pełna klatka):
- Nikon D600(inne języki) (2012)
- Nikon D610(inne języki) (2013)
- Nikon Df(inne języki) (2013)
- Nikon D810 (2014)
- Nikon D750 (2014)
- Nikon D850 (2017)
- Nikon D780 (2020)

Bezlusterkowce
- Nikon Z50 (2019)[7]
- Nikon Z30 (2022)[8]
- Nikon Z6 (2018)[9]
- Nikon Z7 (2018)[9]
- Nikon Z9 (2021)[10]
- Nikon Z8 (2023)
- Nikon Z fc (2021)[11]
- Nikon Z f (2023)

Aparaty cyfrowe:
- COOLPIX 100 (1997)
- COOLPIX 300 (1997)
- COOLPIX 775
- COOLPIX 800
- COOLPIX 880
- COOLPIX 885
- COOLPIX 900
- COOLPIX 950
- COOLPIX 990
- COOLPIX 995(inne języki)
- COOLPIX 2000
- COOLPIX 2100
- COOLPIX 2200
- COOLPIX 2500
- COOLPIX 3100
- COOLPIX 3200
- COOLPIX 3500
- COOLPIX 3700
- COOLPIX 4100(inne języki)
- COOLPIX 4200
- COOLPIX 4300
- COOLPIX 4500
- COOLPIX 4800
- COOLPIX 5000
- COOLPIX 5200
- COOLPIX 5400
- COOLPIX 5600
- COOLPIX 5700
- COOLPIX 5900
- COOLPIX 8400
- COOLPIX 8700
- COOLPIX 8800
- COOLPIX B600 (2019)[12]
- COOLPIX E995
- COOLPIX L2
- COOLPIX L3
- COOLPIX L4
- COOLPIX L5
- COOLPIX L6
- COOLPIX L10
- COOLPIX L11
- COOLPIX L12
- COOLPIX L14
- COOLPIX L15
- COOLPIX L16
- COOLPIX L18
- COOLPIX L19
- COOLPIX L20
- COOLPIX L21
- COOLPIX L22
- COOLPIX L23
- COOLPIX L100
- COOLPIX L110
- COOLPIX L120
- COOLPIX P1
- COOLPIX P2
- COOLPIX P3
- COOLPIX P4
- COOLPIX P50
- COOLPIX P60
- COOLPIX P80
- COOLPIX P90
- COOLPIX P100
- COOLPIX P300
- COOLPIX P500
- COOLPIX P5000
- COOLPIX P5100
- COOLPIX P6000
- COOLPIX P7000
- COOLPIX P7100
- COOLPIX S1
- COOLPIX S2
- COOLPIX S3
- COOLPIX S4
- COOLPIX S5
- COOLPIX S7c
- COOLPIX S9
- COOLPIX S50
- COOLPIX S80
- COOLPIX S1100pj
- COOLPIX S6
- COOLPIX S9
- COOLPIX S10
- COOLPIX S50c
- COOLPIX S51c
- COOLPIX S52
- COOLPIX S52c
- COOLPIX S60
- COOLPIX S70
- COOLPIX S200
- COOLPIX S210
- COOLPIX S220
- COOLPIX S230
- COOLPIX S500
- COOLPIX S510
- COOLPIX S520
- COOLPIX S550
- COOLPIX 560
- COOLPIX S570
- COOLPIX S600
- COOLPIX S610
- COOLPIX S610c
- COOLPIX S630
- COOLPIX S640
- COOLPIX S700
- COOLPIX S710
- COOLPIX S1000pj
- COOLPIX S2500
- COOLPIX S3000
- COOLPIX S3100
- COOLPIX S4000
- COOLPIX S5100
- COOLPIX 7900
- COOLPIX S8000
- COOLPIX S8100
- COOLPIX S9100
- COOLPIX SQ
- E7600

Aparaty klasyczne:
- AF250SV
- AF310
- F3
- F55
- F55D
- Life Touch Zoom 70Ws
- Life Touch Zoom 110s
- Life Touch Zoom 130ED
- Life Touch Zoom 140ED
- Life Touch Zoom 150ED
- SLR camera F4
- SLR camera F5
- SLR camera F65
- SLR camera F65D
- SLR camera F75
- SLR camera F75D
- SLR camera F80
- SLR camera F90x
- SLR camera F100
- SLR camera FM 10

Aparaty wodoodporne:
- NIKONOS I – (1963)
- NIKONOS II
- NIKONOS III (1975)
- NIKONOS V
- NIKONOS RS AF (1992)

### Galeria

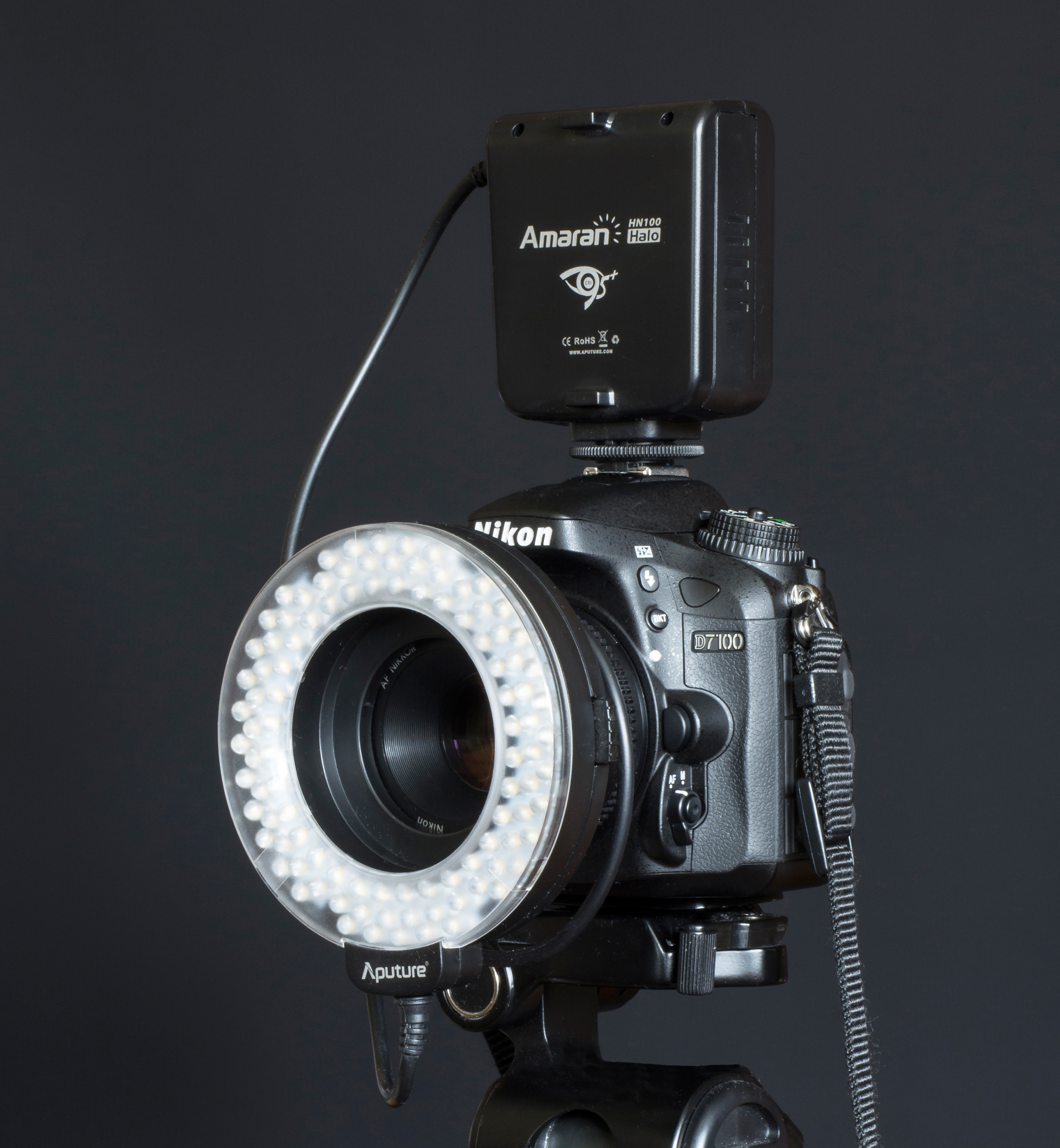
Nikon D7100 z pierścieniową lampą błyskową
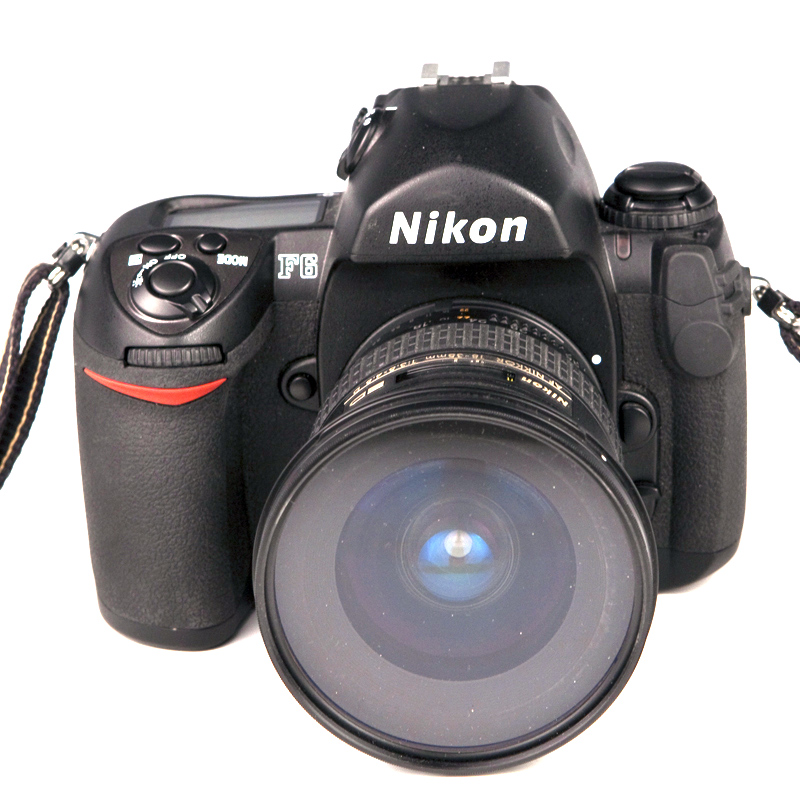
Nikon F6
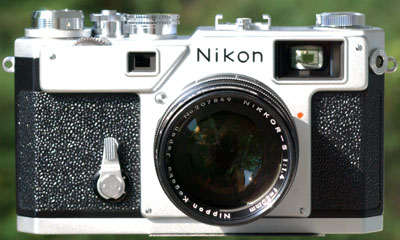
Nikon S3-2000
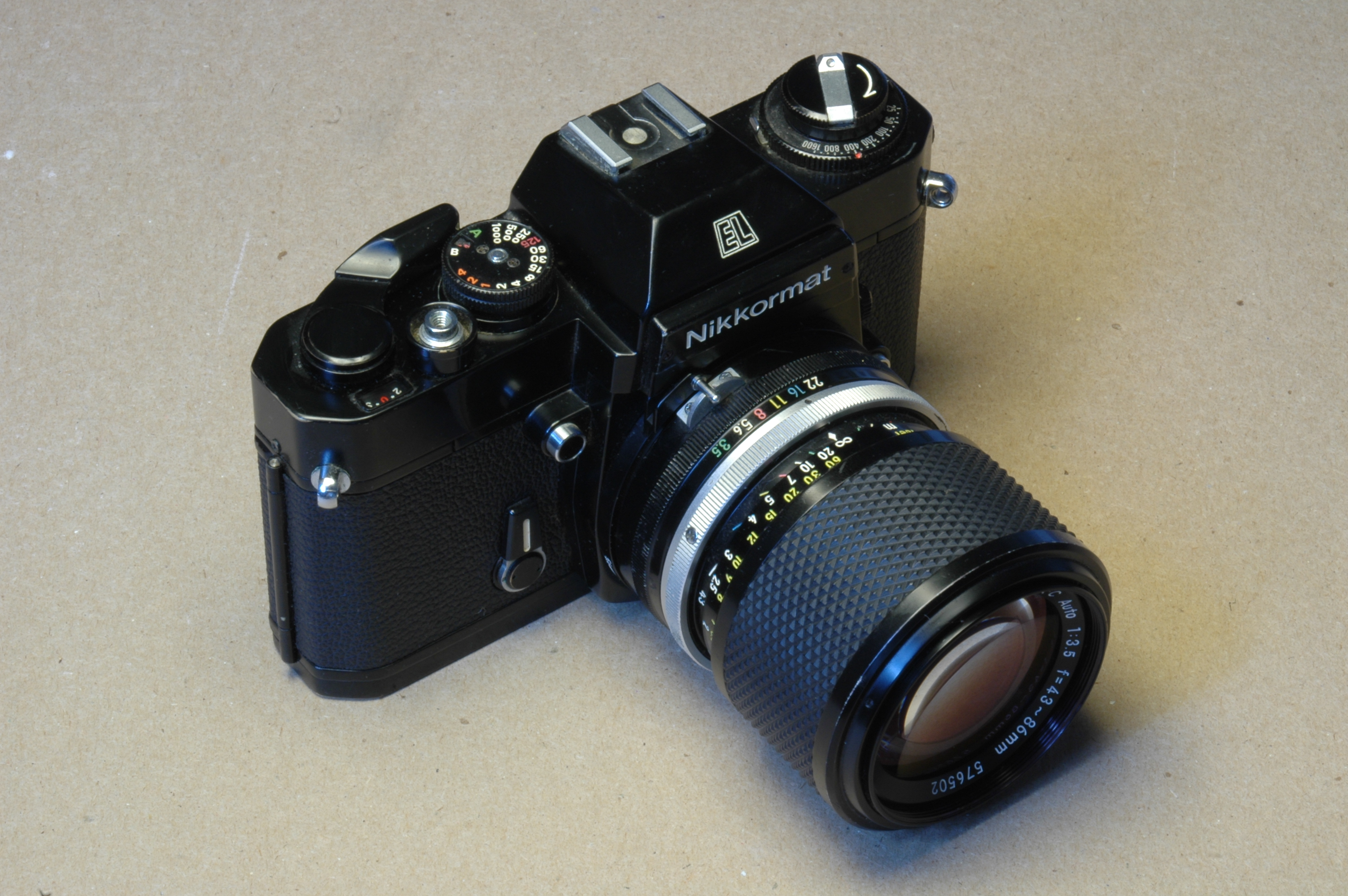
Nikkormat EL
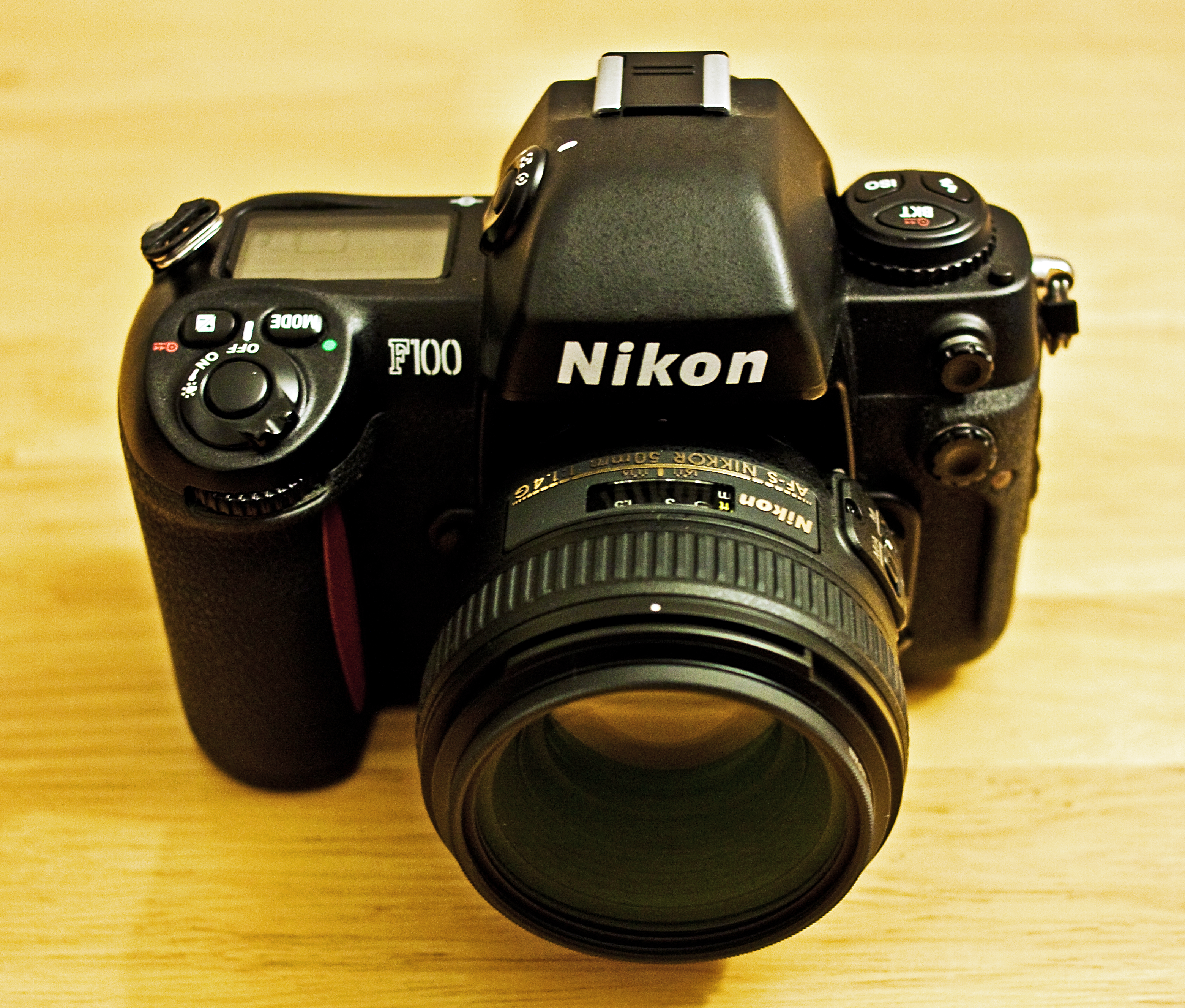
Nikon F100
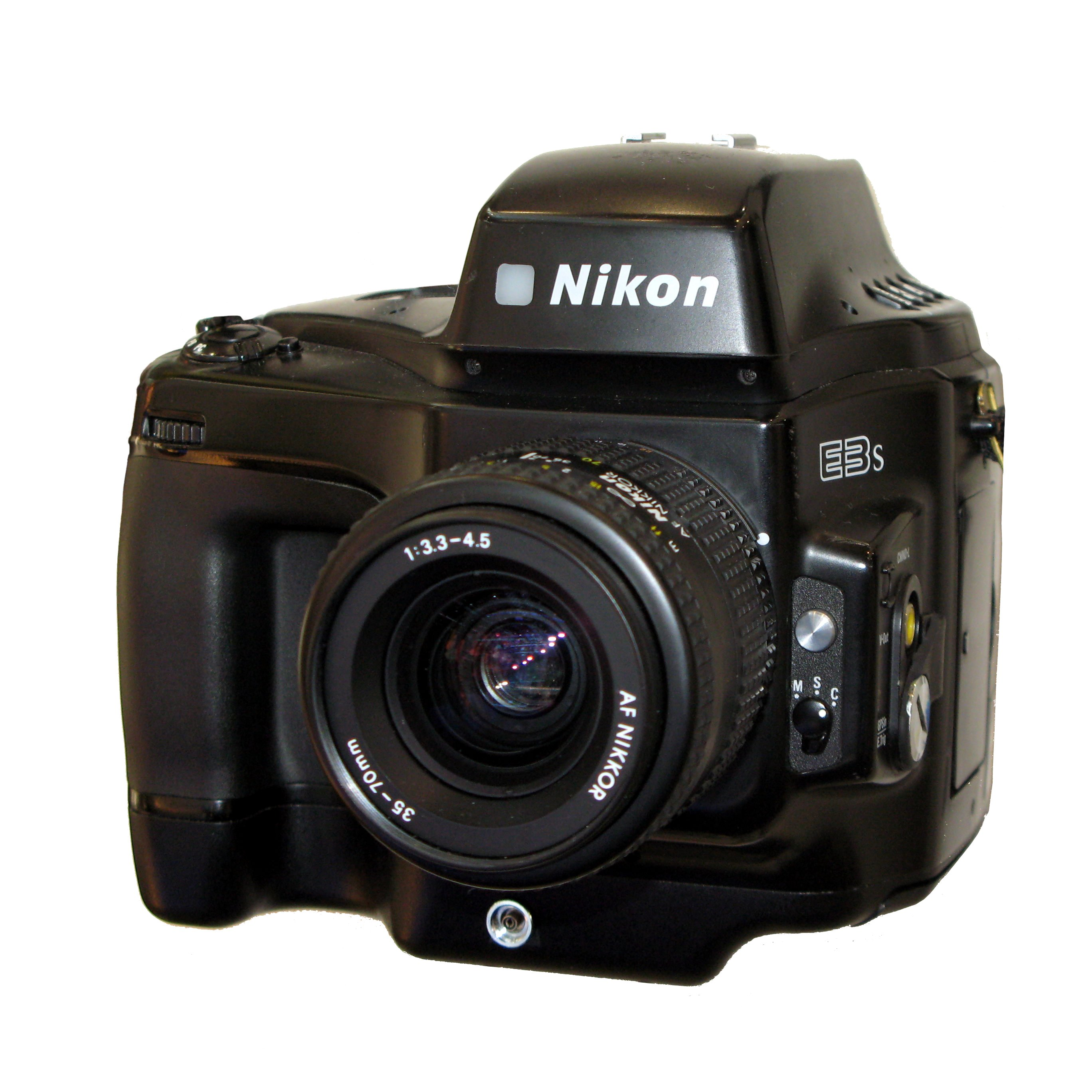
Nikon E3S
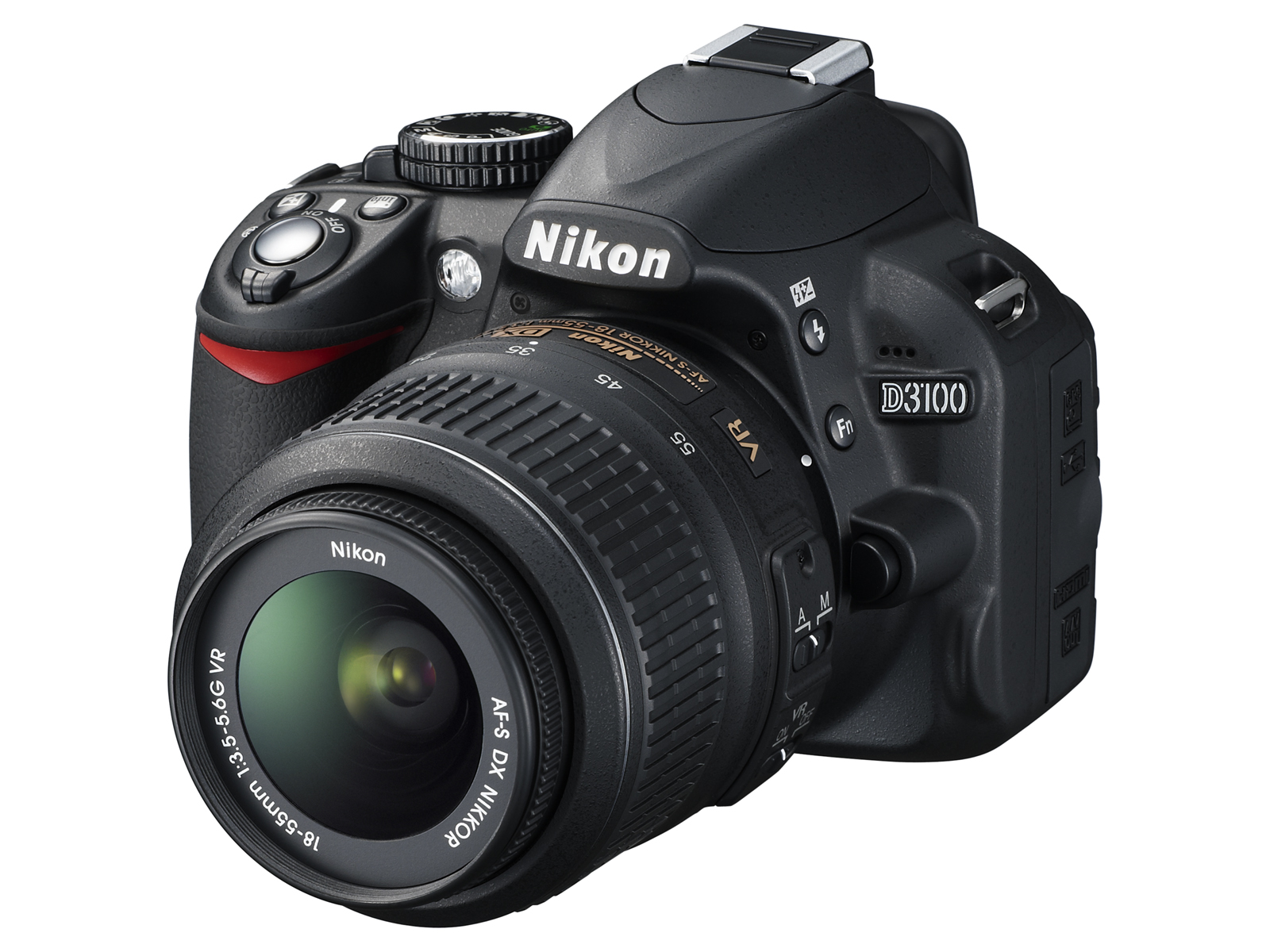
Nikon D3100
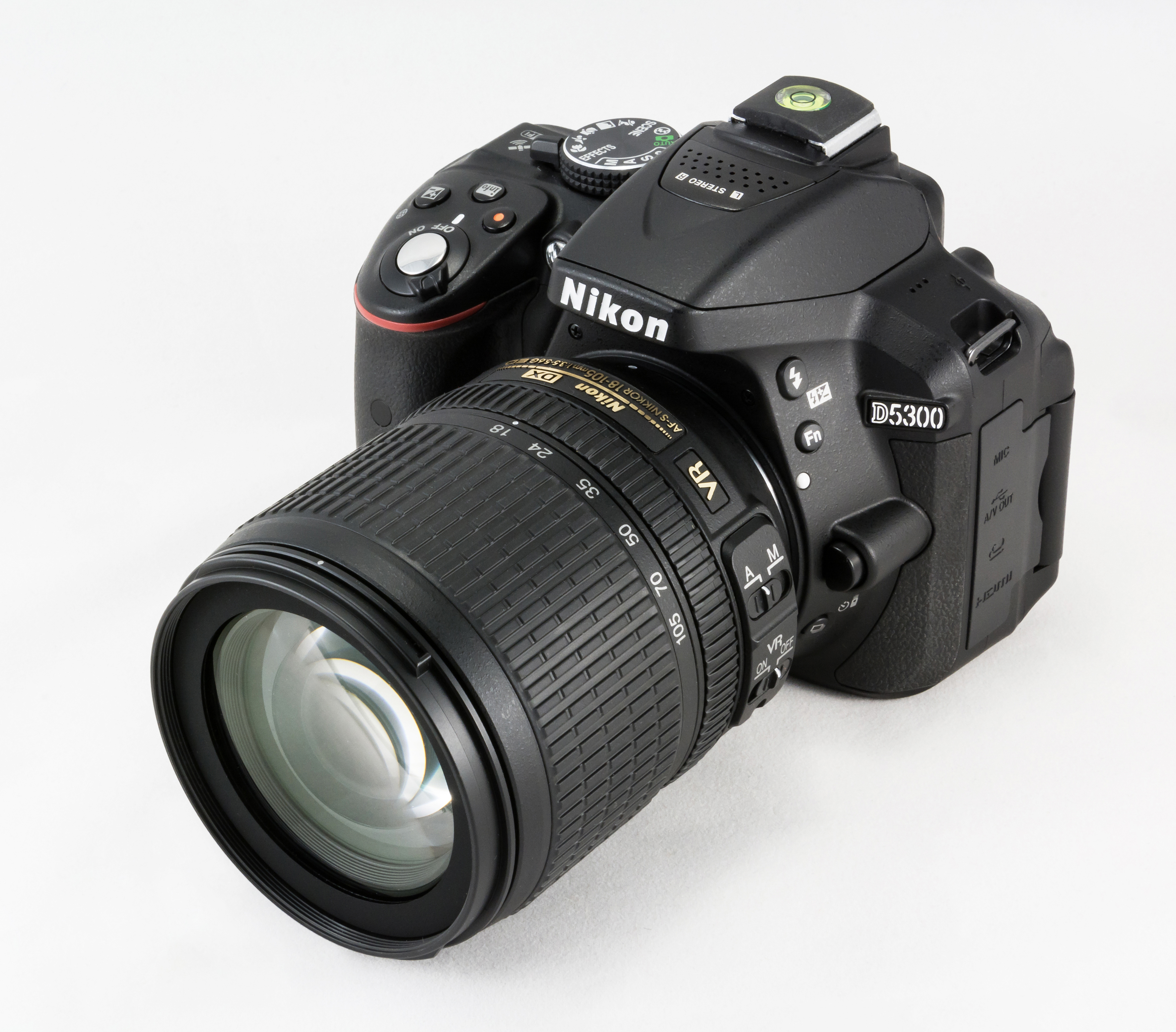
Nikon D5300
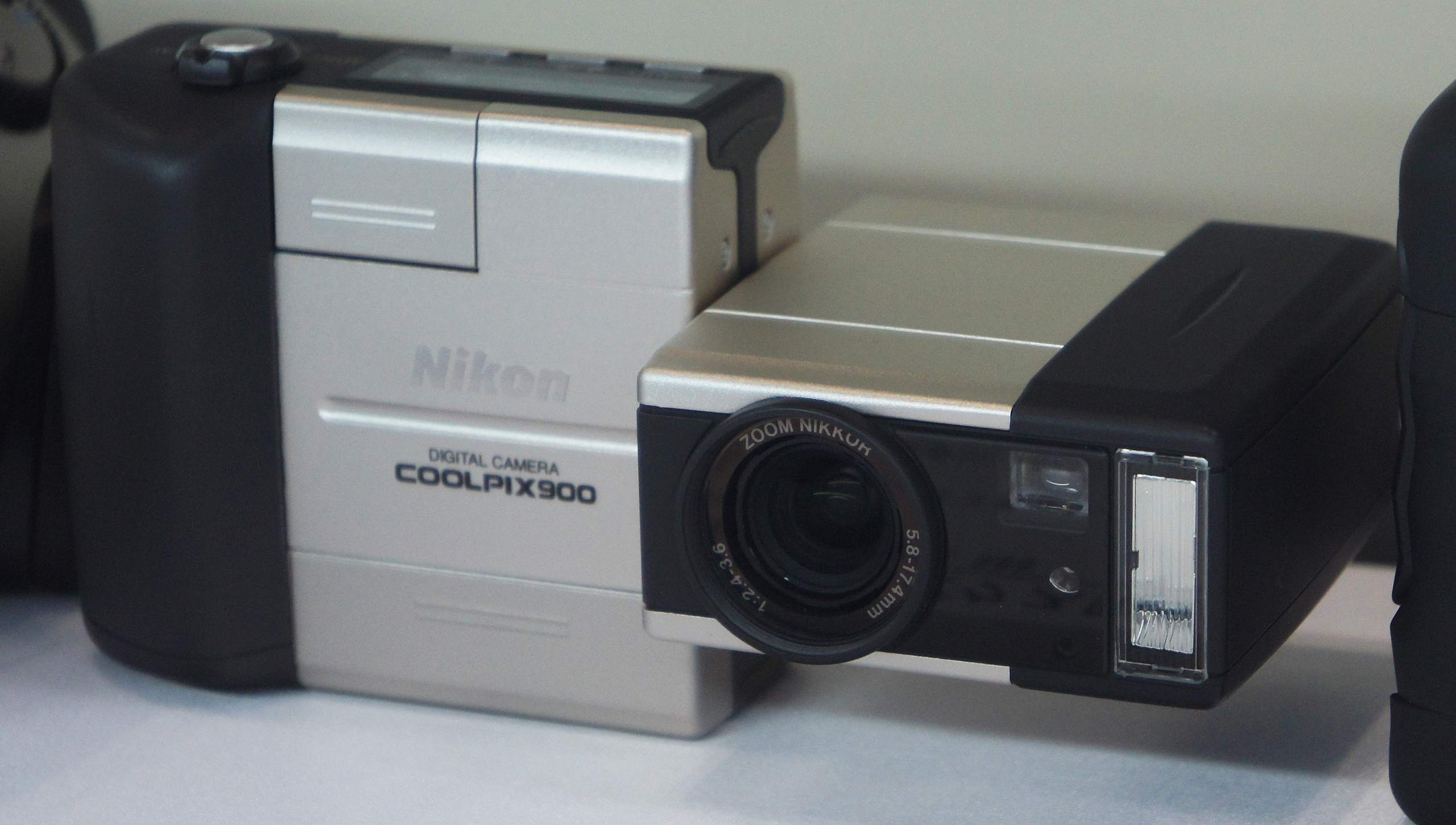
Nikon Coolpix 900
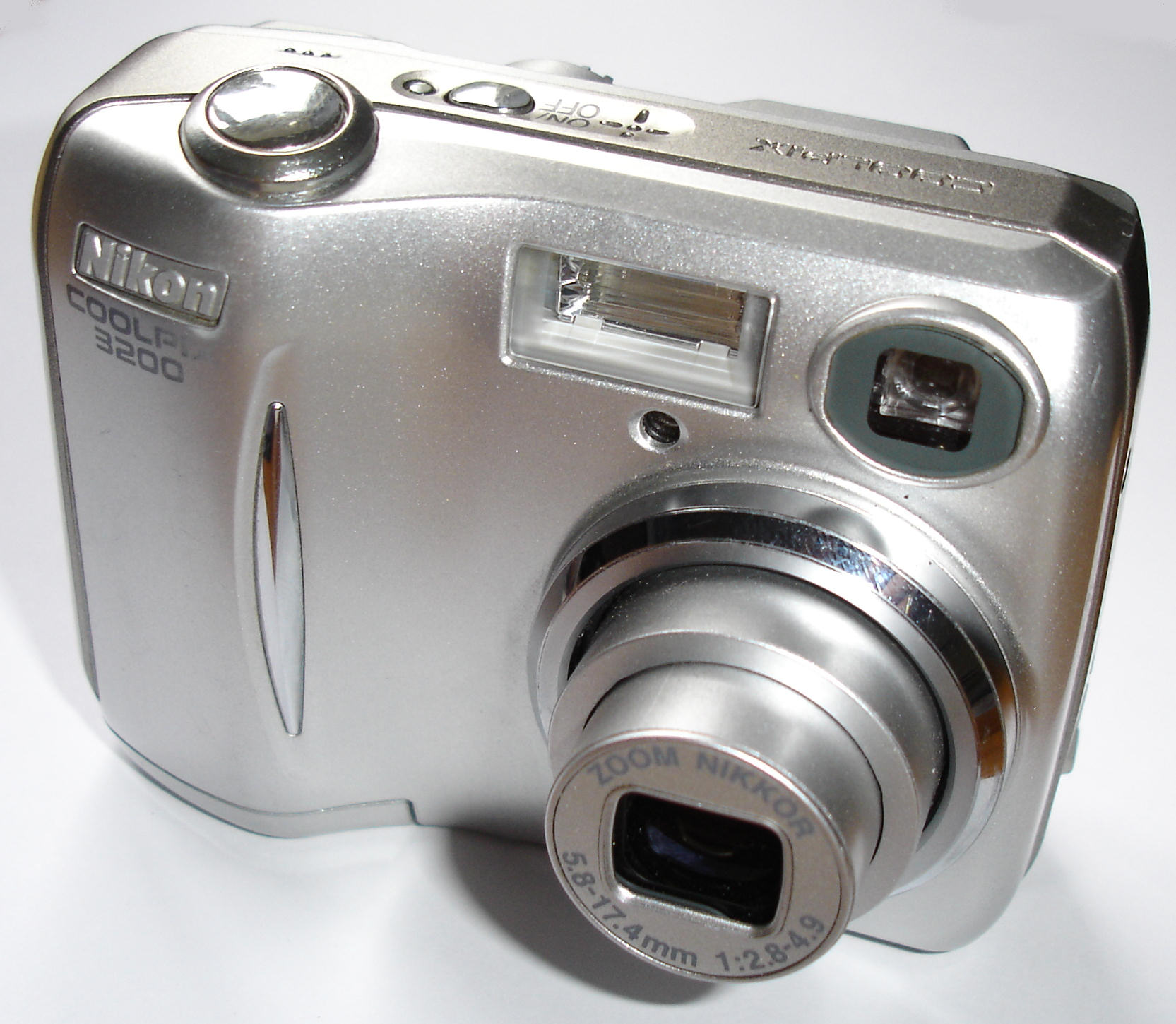
Nikon Coolpix 3200
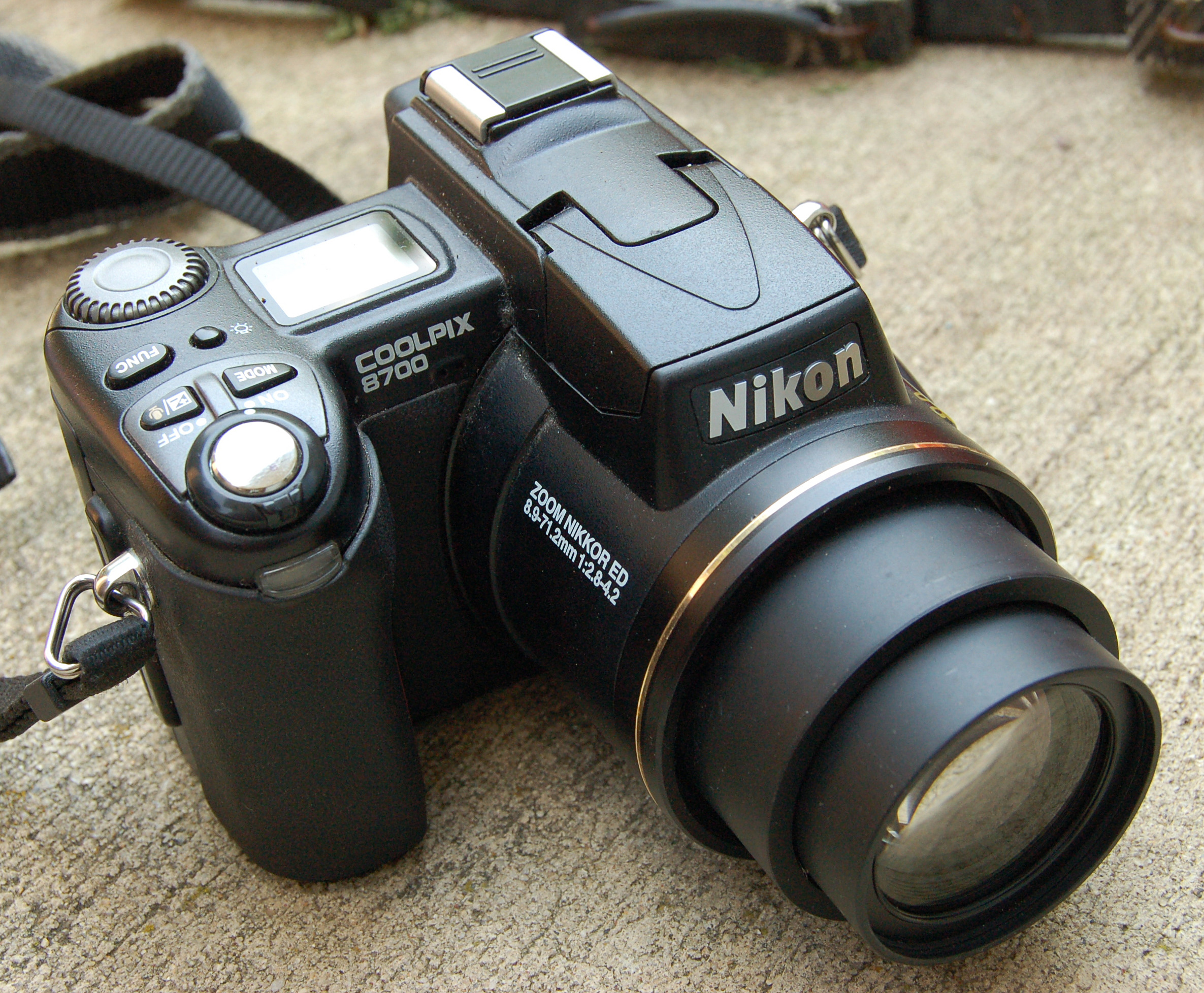
Nikon Coolpix 8700
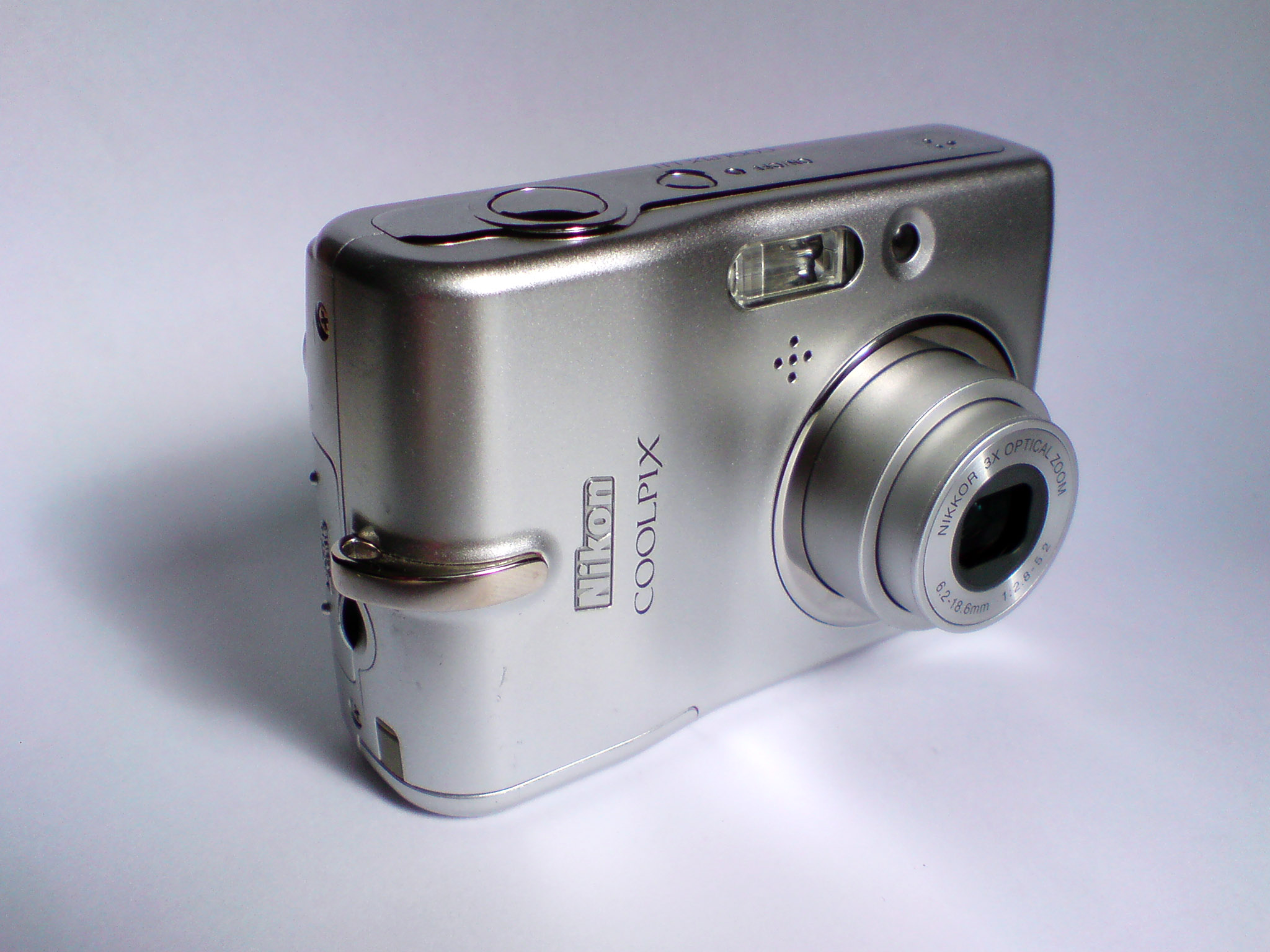
Nikon Coolpix L11
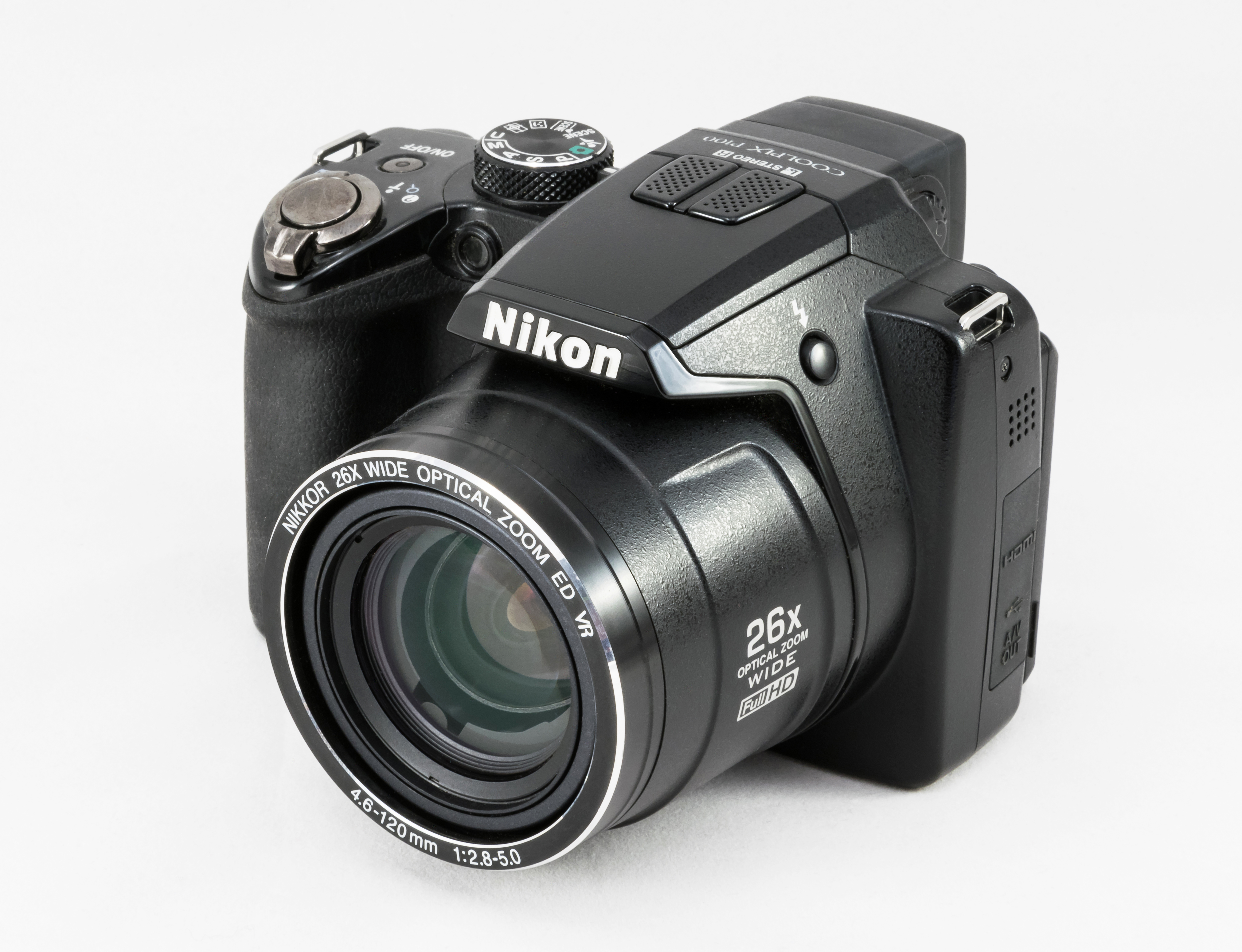
Nikon Coolpix P100
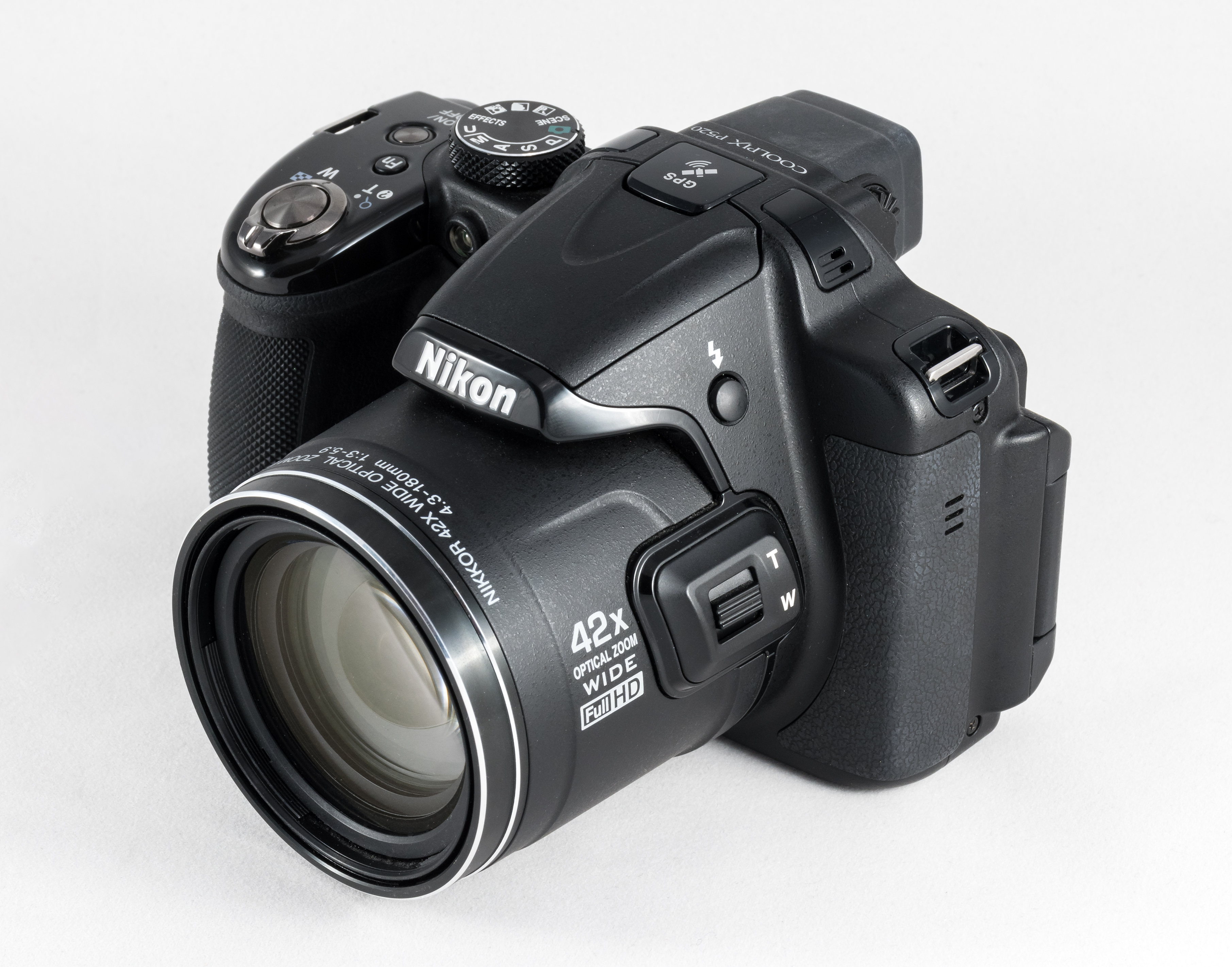
Nikon Coolpix P520
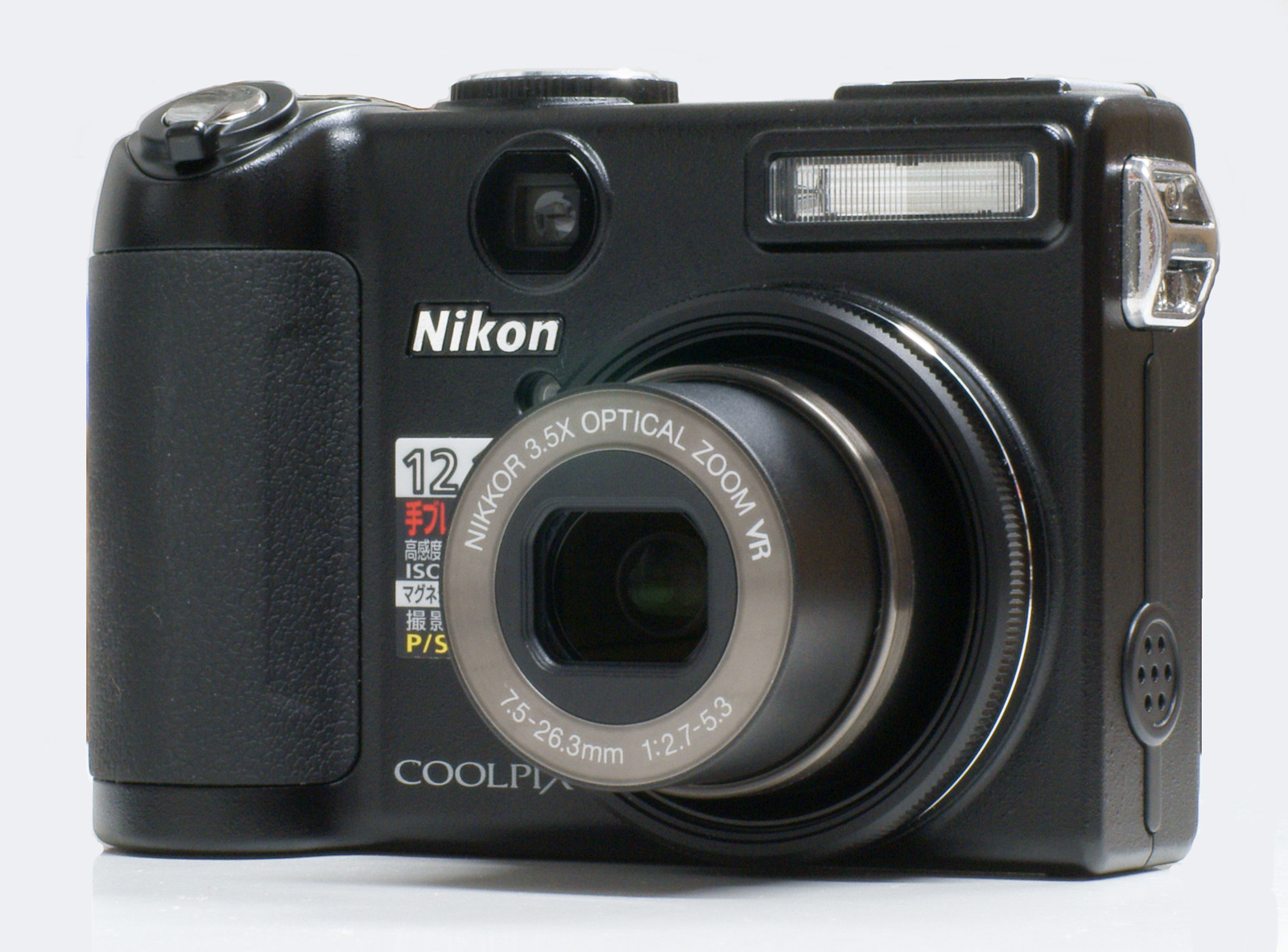
Nikon Coolpix P5100
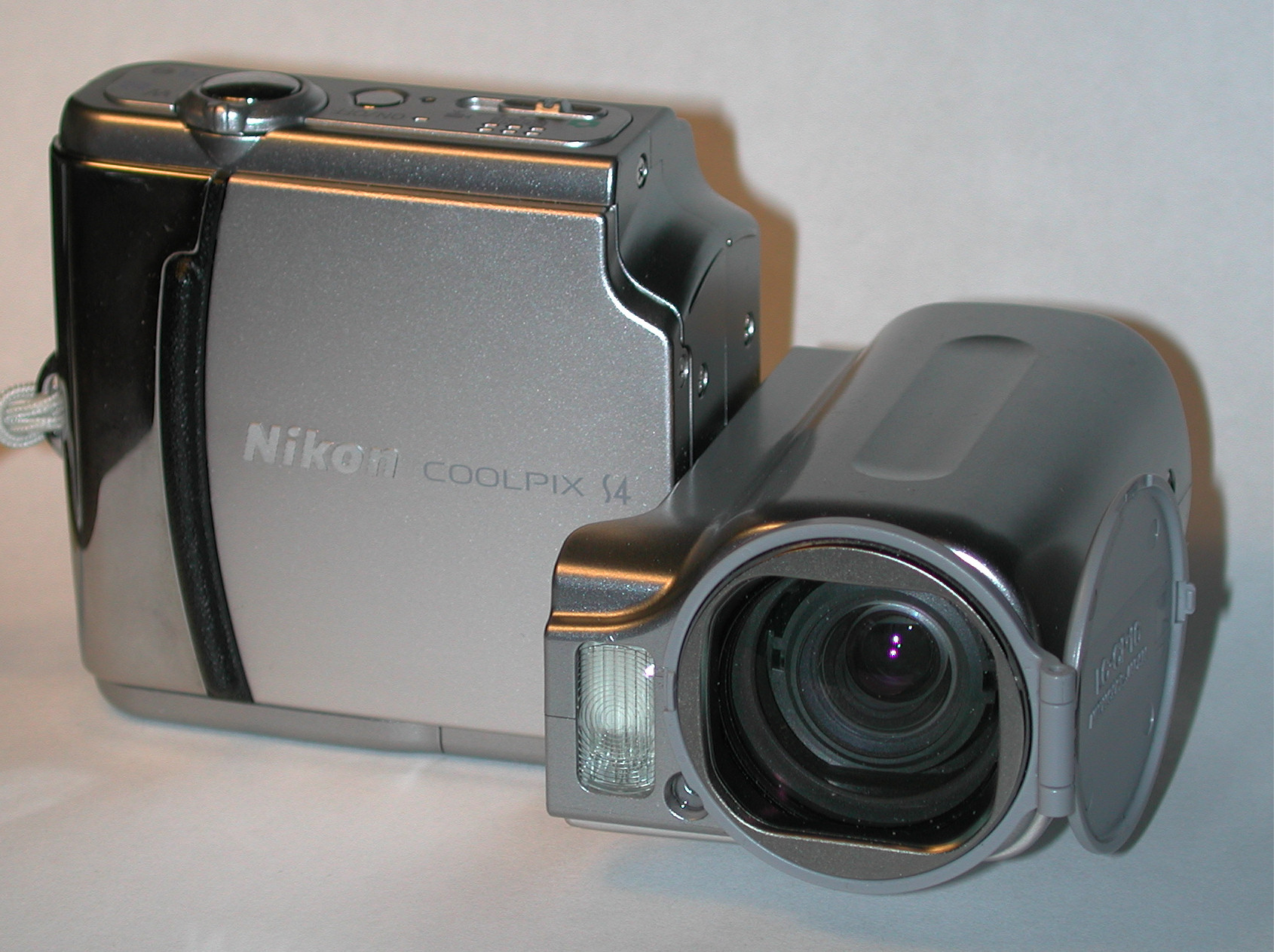
Nikon Coolpix S4
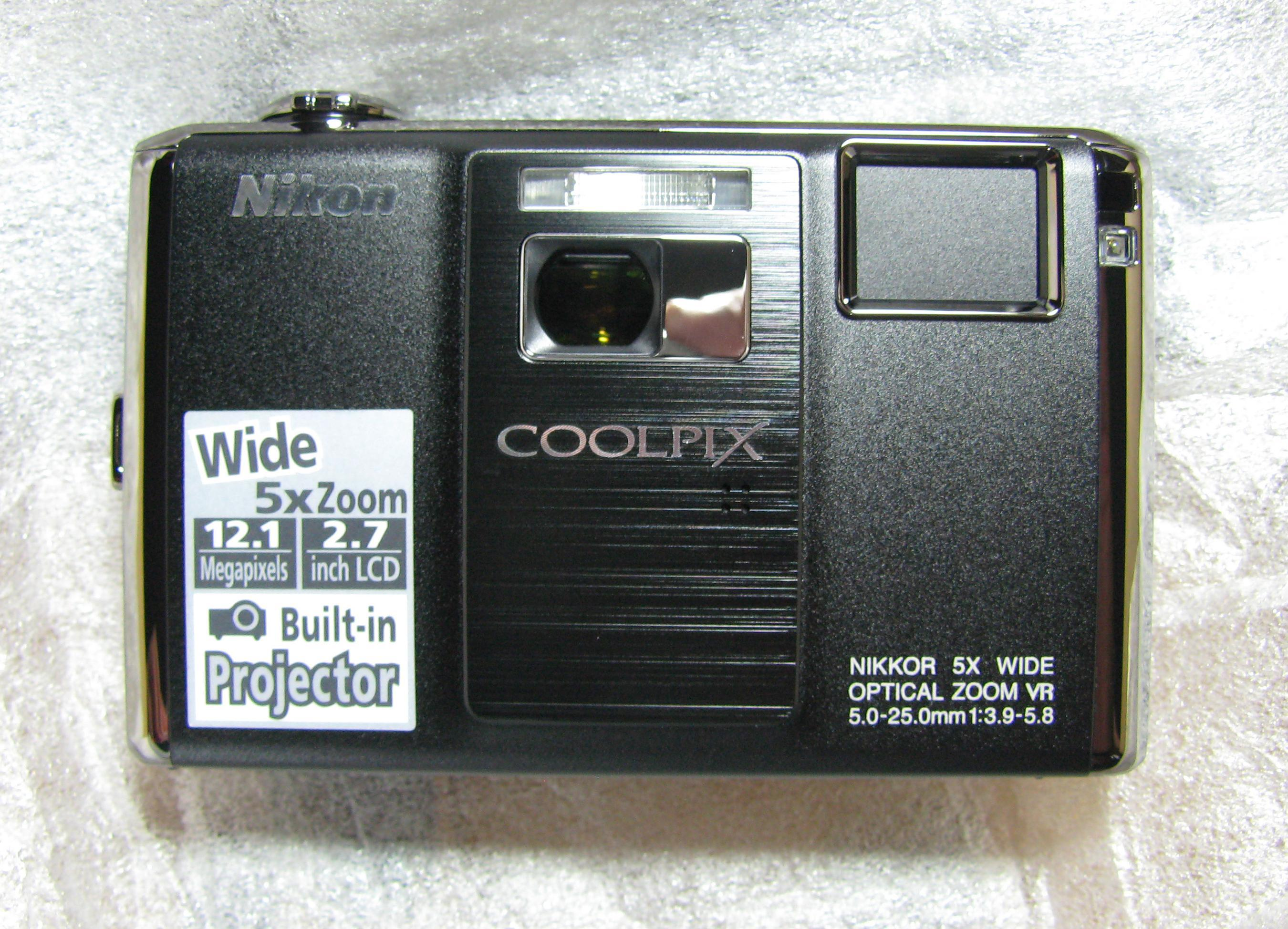
Nikon Coolpix S1000pj
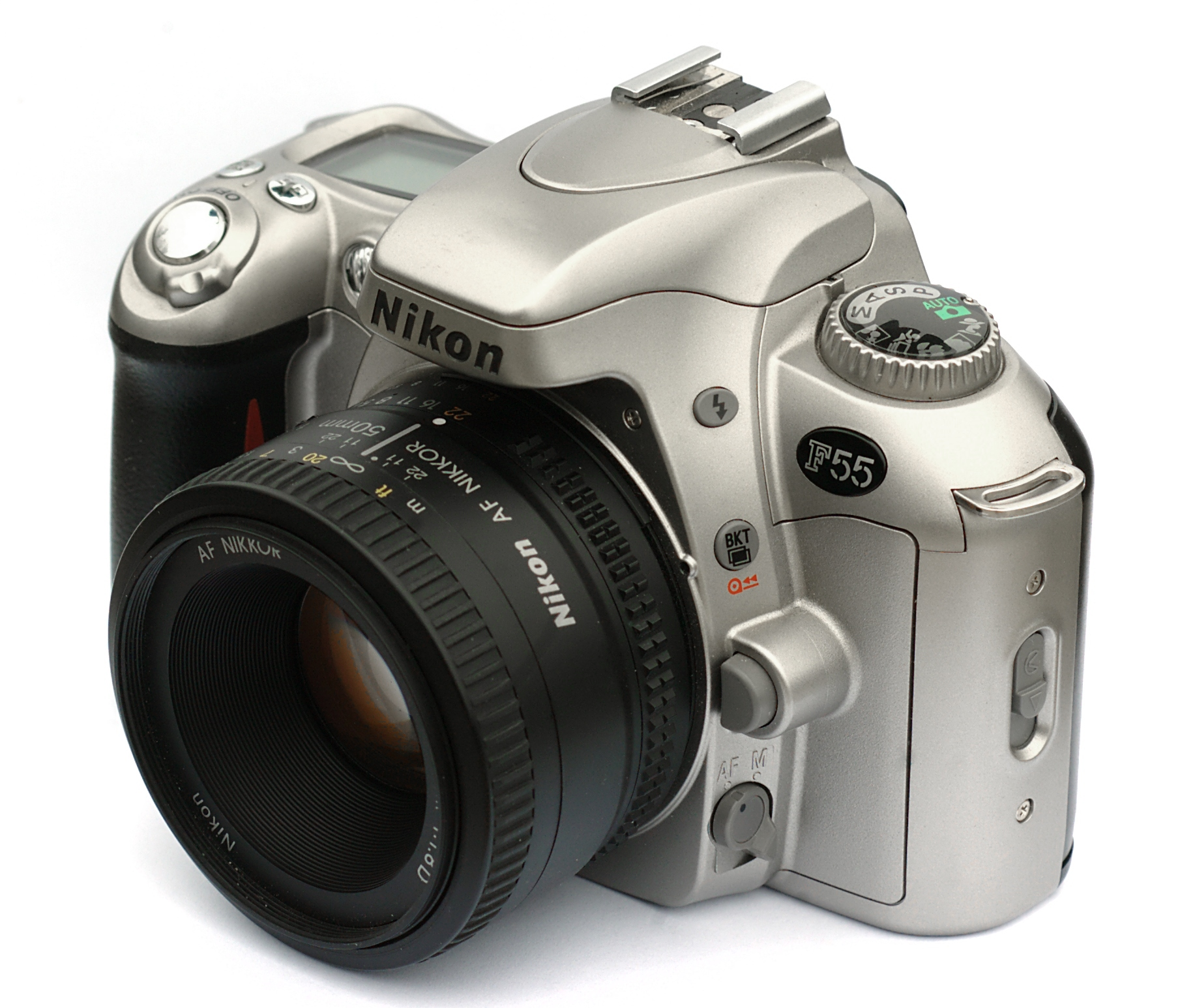
Nikon F55
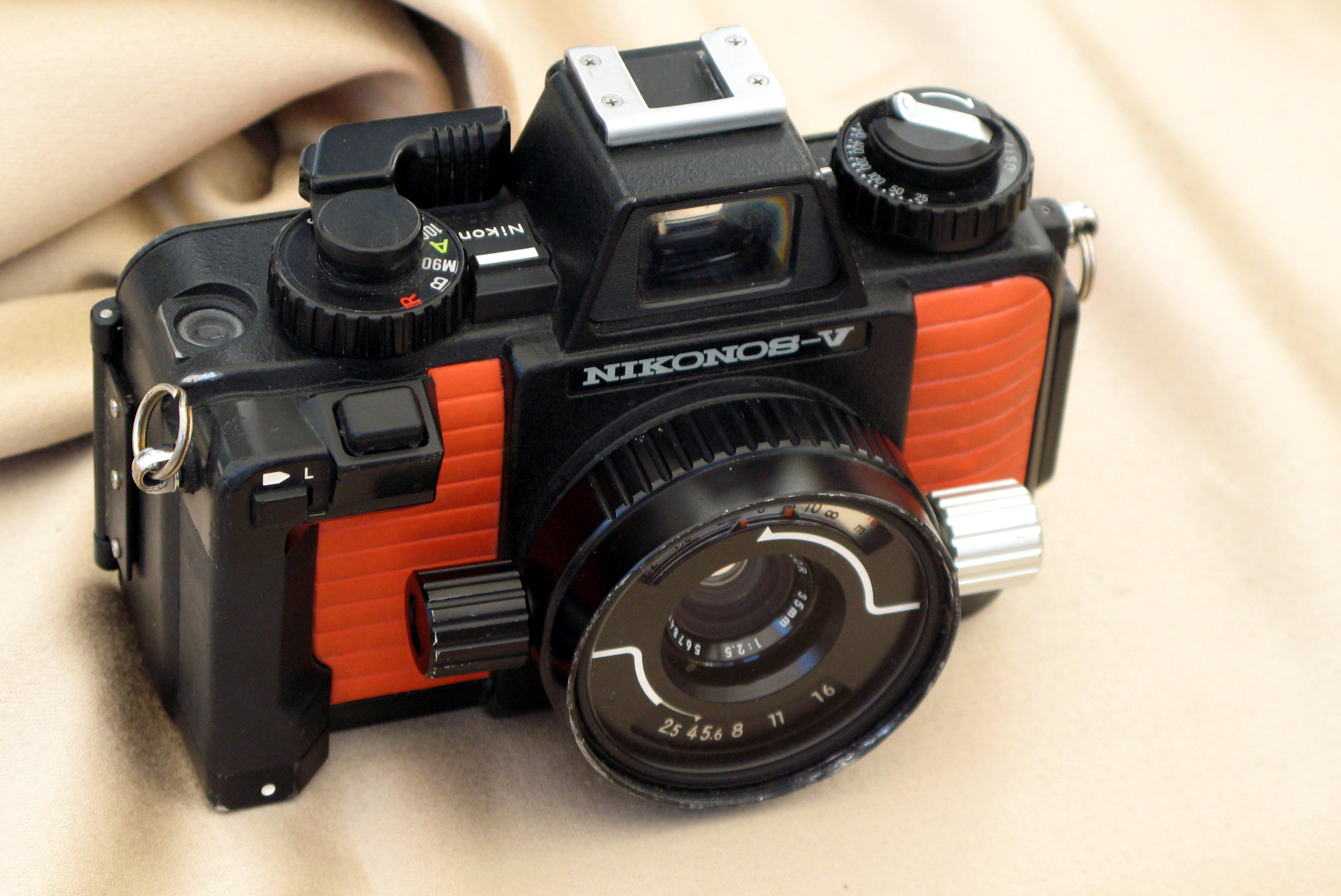
NIKONOS V – aparat podwodny

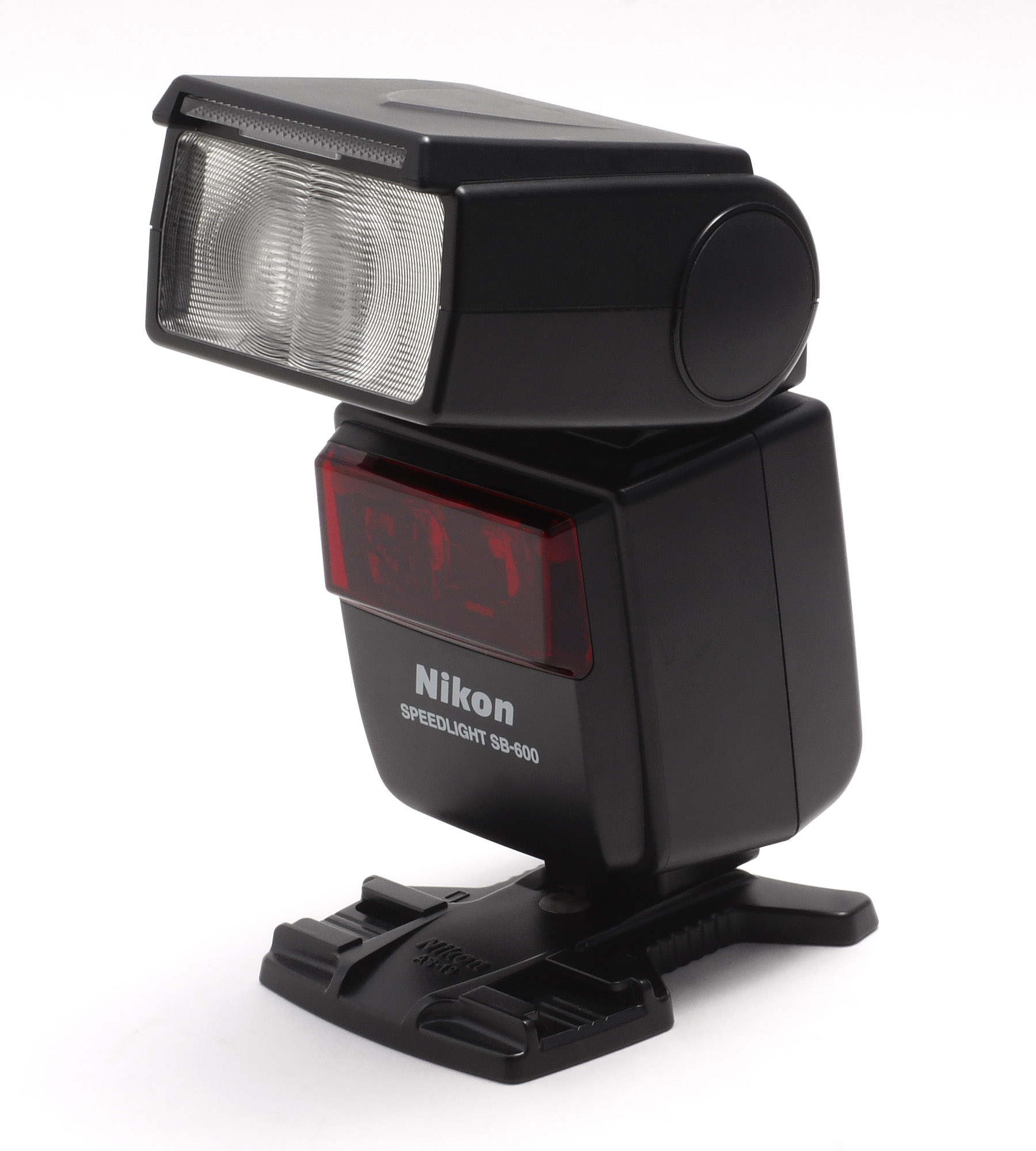
Nikon SB-600

### Lampy błyskowe

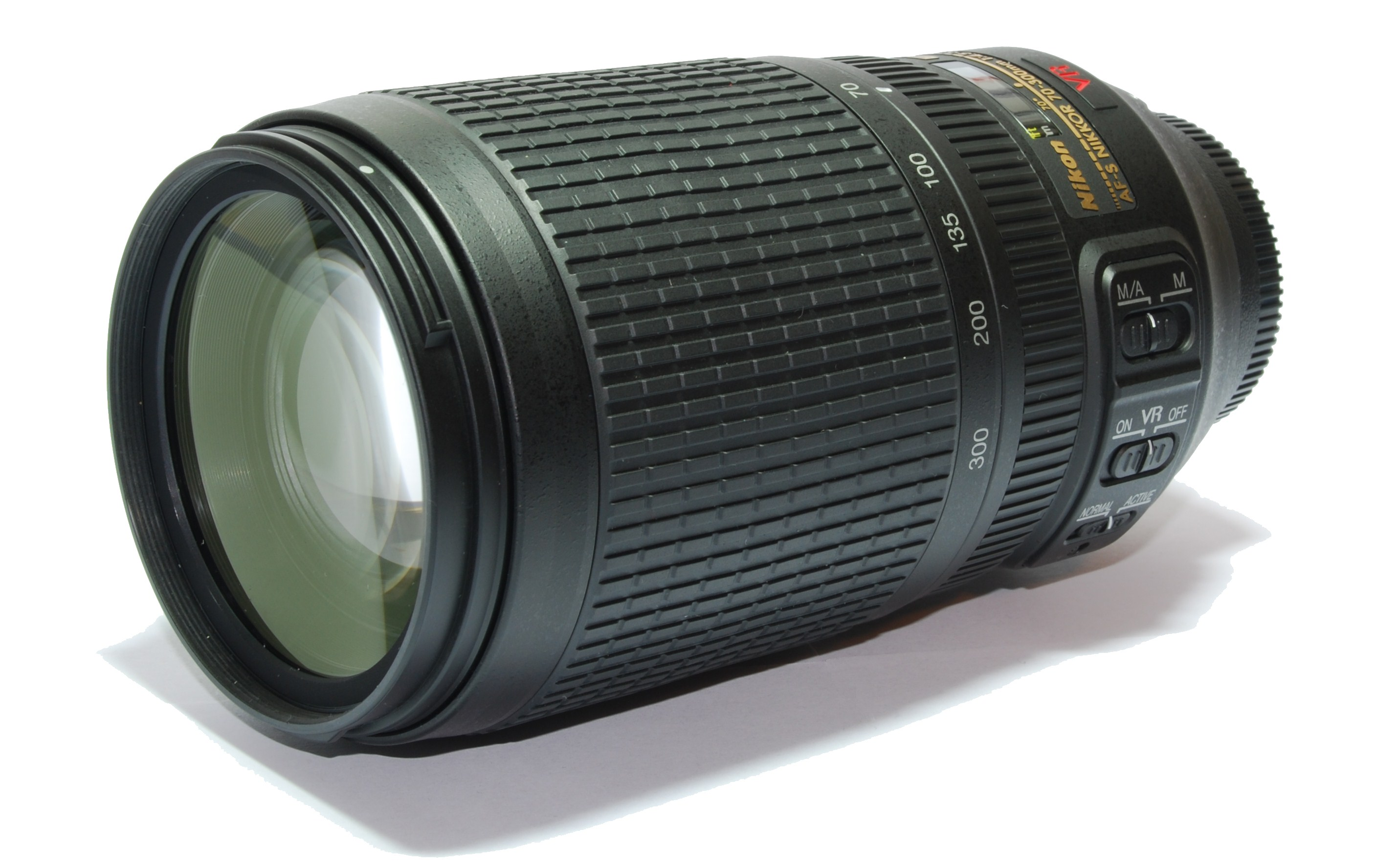
Nikkor AF-S VR 70–300 mm/4.5-5.6G IF-ED

- R1 (zestaw do makrofotografii)
- R1C1 (zestaw do makrofotografii)
- SB-16A
- SB-16B
- SB-22s
- SB-23
- SB-27
- SB-28
- SB-28DX
- SB-29s
- SB-30
- SB-50DX
- SB-80DX
- SB-400
- SB-600
- SB-700 (2010)
- SB-800
- SB-900
- SB-910 (30.11.2011)
- SB-5000
- SB-R200
- SU-800 (sterownik błysku)

### Obiektywy
Nikon to jeden z głównych producentów obiektywów nazwanych NIKKOR. Firma ta produkuje obiektywy zmiennoogniskowe i stałoogniskowe. W tym m.in. teleobiektywy, obiektywy szerokokątne, portretowe, do makrofotografii.
W 2014 r. firma Nikon poinformowała, iż w styczniu tego roku całkowita produkcja obiektywów osiągnęła wartość 85 milionów sztuk.
Nikon w swojej produkcji posiada także lornetki, lunety, lunety na broń, dalmierze laserowe oraz mikroskopy. A także oprócz oprogramowania komputerowego dla aparatów cyfrowych, akcesoria do nich (baterie, ładowarki, torby dla aparatów, łączność bezprzewodową itp.) oraz części (potrzebne w wypadku wymian, napraw itp.).

## Nagrody i wyróżnienia
Co roku liczne niezależne organizacje nominują najlepsze produkty, w tym produkty Nikona do różnego typu światowych nagród, wyróżnień, które potwierdzają czołową pozycję firmy jako producenta bardzo zaawansowanych produktów fotograficznych, tj. DIWA, EISA oraz TIPA.